# 双塔寺造像塔
双塔寺造像塔，位于中国甘肃省庆阳市华池县，为一个全国重点文物保护单位，类型为古建筑。
双塔寺造像塔的历史年代为宋代。